# Chaetoria aurifrons
Chaetoria aurifrons là một loài ruồi trong họ Tachinidae.